# 12460 Мандо
12460 Мандо (12460 Mando) — астероїд головного поясу, відкритий 3 січня 1997 року.
Тіссеранів параметр щодо Юпітера — 3,577.